# Nadschafabad (Stadt)
Nadschafabad oder Nedschefabad (persisch نجف‌آباد Nadschafābād, DMG Naǧaf-Ābād, englisch Najafabad) ist die Hauptstadt des Verwaltungsbezirk Nadschafabad in der Provinz Isfahan. 2016 hatte die Stadt über 235.000 Einwohner. Die Stadt liegt westlich von Isfahan und wird zunehmend Teil der Metropolregion Isfahan.

## Klima
Das Klimaklassifizierungssystem von Köppen-Geiger klassifiziert das Klima als semiarides Klima (BSk). Die durchschnittliche Jahrestemperatur beträgt 11 Grad.

## Wirtschaft
Die Stadt dient als Handelszentrum für landwirtschaftliche Produkte in der Region und ist bekannt für ihre Granatäpfel und Mandeln.

## Sehenswürdigkeiten
Attraktionen stellen die Sieben Türme von Charun und die Zitadelle Arg-e Scheich Bahai dar.

## Bildung
In der Stadt befindet sich ein Ableger der Islamischen Azad-Universität.

## Söhne und Töchter der Stadt
- Hossein Ali Montazeri (1922–2009), Geistlicher
- Ali Fallahian (* 1945), Politiker und Geistlicher
- Moein (* 1951), Sänger
- Mostafa Moin (* 1951), Politiker